# Outlier (album)
Outlier är ett musikalbum av Kingdom Come. Det släpptes 2013 och är bandets 14:e album om man räknar med deras livealbum Live & Unplugged samt deras samlingsalbum Balladesque

## Låtlista
1. "God Does Not Sing Our Song" - 4:05
2. "Running High Distortion" - 4:14
3. "Rough Ride Ralleye" - 4:35
4. "Let The Silence Talk" - 3:29
5. "Holy Curtain" - 3:59
6. "The Trap Is Alive" - 4:41
7. "Skip The Cover And Feel" - 3:37
8. "Don't Want You To Wait" - 4:31
9. "Such A Shame" - 3:18
10. "When Colors Break The Gray" - 5:03